# 威尼斯大议会

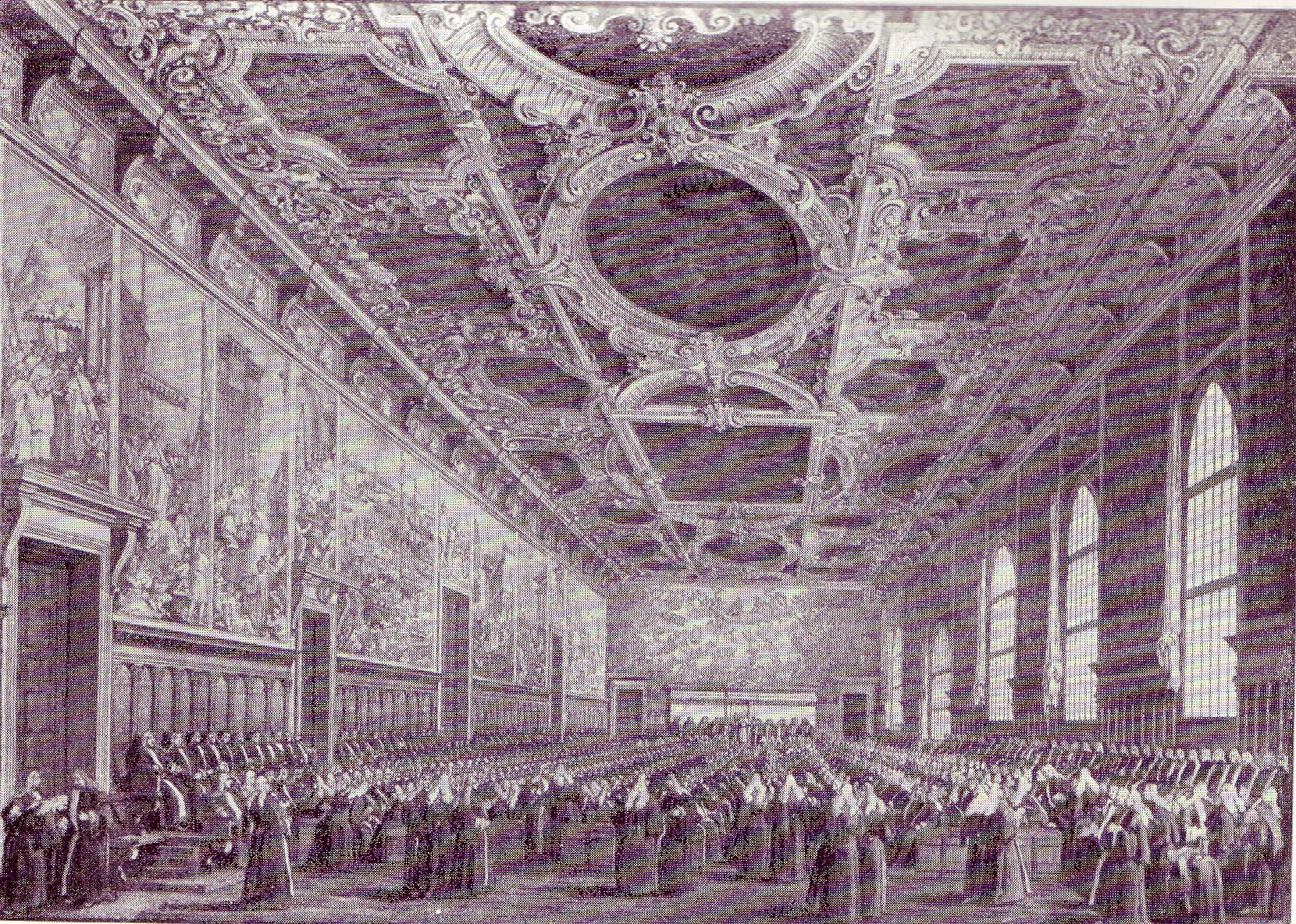
大议会会议，Andrea Brustolon

威尼斯大议会（義大利語：Maggior Consiglio），起初名为智者委员会（拉丁語：Consilium Sapientis），是威尼斯共和国存在于1172和1797年之间的一个政治机构。议会成员由世袭贵族组成，在威尼斯总督宫举行会议。大议会并不直接决定候选者，而是通过抽签确定他们的提名人，再进行投票，这项制度在当时是独一无二的。大议会拥有立法权和选举十人团的权利。

## 12-15世纪
在1143年，“智者委员会”作为代表主权者，即包括平民和贵族在内的自由民的永久机构（即威尼斯公民大会）而设立。1172年委员会被改造成为代表威尼斯人的议会，即威尼斯大议会。该委员会最初包括35个成员，后来逐步增加到100多个。1179年，四十人议会在大议会的基础上成立，起到类似于最高法院的作用。
1286年，总督乔凡尼·丹多洛在任时，贵族就已提出将大议会的成员资格变为世袭制，不过几次提议均被拒绝。丹多洛死后，总督彼得罗·格拉丹尼格和一批贵族坚持要求改革大议会选举制度以保证共和国政府的稳定。于是1297年，威尼斯制定了塞拉塔法（大議會閉鎖），规定大议会成员必须是近四年内的大议会成员，或是他们的父系亲属。同时为了接纳新成员，每年将抽签从现任议会成员的后代中选出四十人做候选人。1307年和1316年制定了进一步的法律，还制定了贵族的名单，只有名单中的成员有被选入大议会的资格。1423年，威尼斯公民大会被废除。
这一阶段的威尼斯大议会可以决定共和国的一切事务。总督不能违反大议会的指令，并且其财产受议会监督。议会可以审判罪犯，例如帕多瓦领主弗朗切斯科·诺维洛·卡拉拉被俘后，1406年经大议会审判被处决。议会也可直接负责外交，例如向外国派遣使节等。

## 16-18世纪

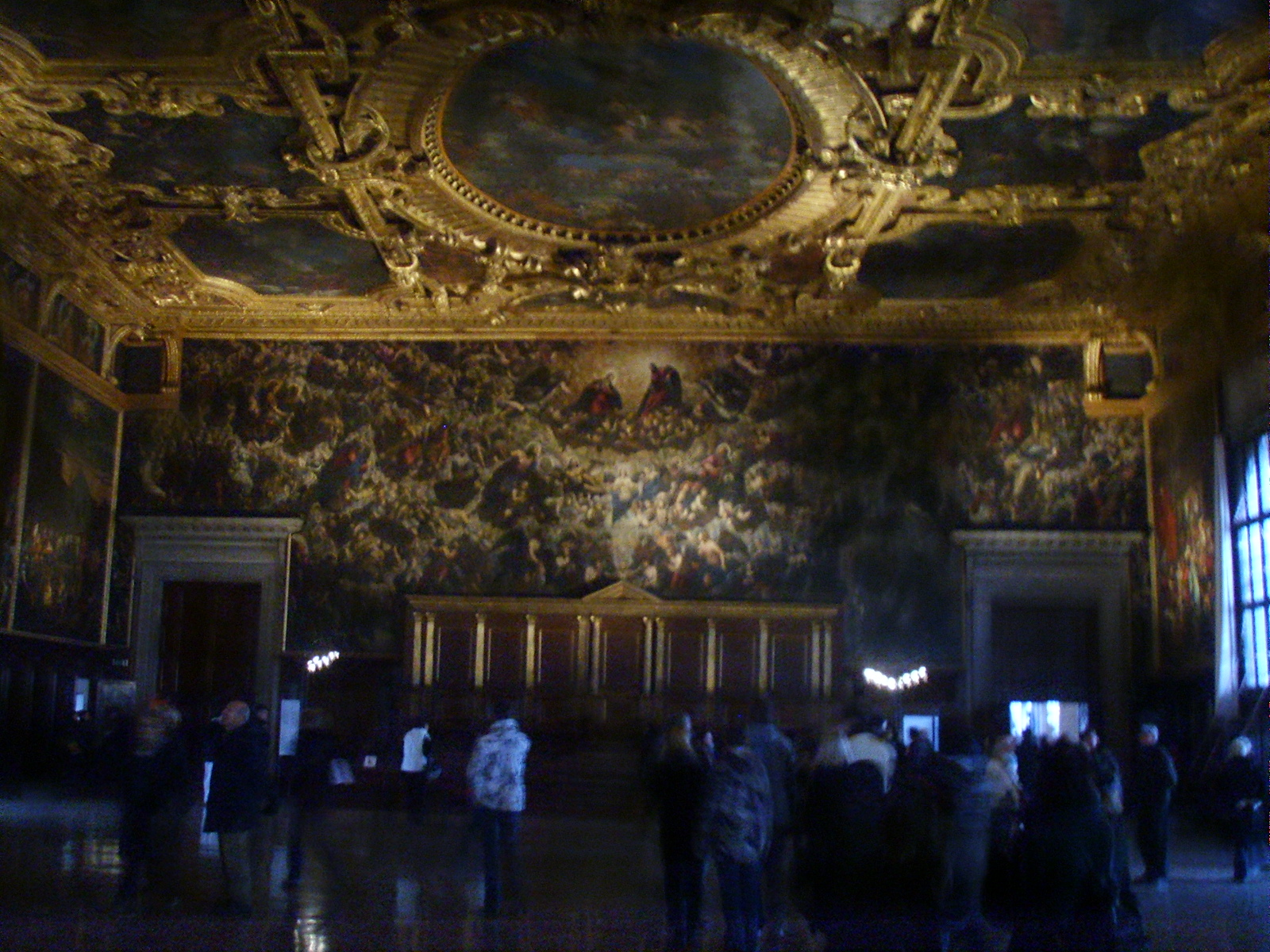
总督宫中威尼斯大议会的议事厅

在1506年和1526年，威尼斯政府进行了关于出生和婚姻的调查以确定新的贵族。1527年，议会决定将威尼斯一些重要家族的成员接纳进来。这时大议会达到了最大规模，拥有2746名成员。在塞拉塔法通过后，大议会的成员数大大增加。在十六世纪，其规模常常达2000人以上。大议会的效率很低，因此产生了一些更加精简的政府机构，例如威尼斯参议院。同时大议会的职权也多被转移给十人团。
在少数情况下，大议会可接纳新的家族进入，在基奥贾战争和克里特战争期间，出于为战争募集资金的原因，几个富有家族被授予了贵族地位。同时，随着时间推移，一部分原先的贵族成为穷人，他们被禁止参与商业贸易，通常依靠政府津贴为生。这部分贵族中的大议会成员与其他贵族经常产生矛盾，并且他们使贿选现象开始出现。
1797年5月，拿破仑侵略前，在无法抵御法军的情况下，威尼斯大议会接受了末任总督卢多维科·马宁的辞职，并且投票解散了威尼斯共和国，将权力交给一个临时政府。